# Regne de Calcis
Calcis fou el nom d'una regió al sud del modern Líban i a l'oest de Damasc, amb capital a Calcis.
Al final del segle ii aC s'havien estès fins al sud de Galilea. El 104 aC Judes Aristòbul o el seu germà Antígon van dominar Galilea i van lluitar contra els itureus i gran part del seu territori fou annexat a Judea (els itureus foren forçats a circumcidar-se i a viure d'acord amb les lleis jueves com anteriorment havia fet Joan Hircà -pare de Judes Aristòbul- amb els idumeus). Vers el 85 aC la regió de Calcis i les muntanyes d'Iturea estava en mans de Ptolemeu, fill de Menneu, amb capital a Calcis, des de on terroritzava a Damasc. Ptolemeu es va sotmetre al romà Pompeu el Gran el 64 aC i es va garantir el domini per 1000 talents i la cessió d'alguns territoris. Ptolemeu es va casar amb una de les filles d'Aristòbul II i més tard va donar refugi al seu germà Antígon.
A la mort de Ptolemeu el va succeir el seu fill Lisànies I al que Dió Cassi anomena com a "rei dels itureus", però fou executat per ordre de Marc Antoni vers el 36 aC, a petició de Cleòpatra. Antoni va cedir el seu domini (i altres) a Egipte però Cleòpatra va morir a Actium el 30 aC. El governador egipci de Iturea i comarques adjacents (Abilene i Traconítida) era un tal Zenòdor que vers el 28 aC probablement va comprar els territoris als romans però a la seva mort vers el 20 aC August va concedir la regió a Herodes el Gran, el qual va morir el 4 aC. El seu fill Herodes Filip el va succeir com a tetrarca de Bashan (que incloïa Batanea, Iturea, Traconítida i Auranítida) mentre que Lisànies II (possible fill de Lisànies I) apareix vers el 15 dC governant l'Abilene i alguna zona de Gaulanitida o d'Iturea.
El 38 Iturea i una part de la Traconítida (o potser la Gaulanítida) amb seu a Arca foren donades per Cal·lígula a Sohem o Soem (Soemus), anomenat altre cop per Dió Cassi (i també per Tàcit) rei dels itureus. Soemus va morir el 49 i el seu regne es va incorporar a la província de Síria. Altres territoris foren concedits el mateix any per Cal·lígula a Herodes Agripa I, i Claudi li va afegir Abilene l'any 41 (on havia governat anteriorment el ja esmentat Lisànies II); en aquest mateix any 41 Claudi va cedir Calcis, amb títol reial, a Herodes de Calcis que a més seria l'encarregat del Temple i els seus fons i els atributs de Gran Sacerdot.
L'any 50 Calcis va passar a Herodes Agripa II fins a l'any 53 quan el jove Herodes Agripa de Calcis en fou privat per Claudi que a canvi li va concedir la tetrarquia de Bashan i la d'Abilene (antics dominis de Herodes Filip i Lisànies II respectivament) junt amb la Batanea i la Traconítida. Calcis fou cedit a Aristòbul. A la mort d'Aristòbul de Calcis el 92 el regne fou unit a la província de Síria. A la mort d'Herodes Agripa II l'any 93 els seus dominis foren units a la província de Síria.

## Sobirans
- Ptolemeu fill de Menneu (rei vers 85 - 64 aC; tetrarca, 64 - 40 aC.)
- Lisànies (fill) (tetrarca, 40 - 36 aC)
- Zenòdor (governador egipci designat per Cleopatra, 36 aC - 30 aC, tetrarca 30 aC - 20 aC)
- Herodes el Gran (20 – 4 aC)
- A la província de Síria (4 aC. – 37 dC)
- Herodes de Calcis (rei 37 - 48)
- Herodes Agripa (II) (rei 48 - 53)
- Aristòbul de Calcis (rei 53 - 92)
- A la província de Síria 92